# Wicquinghem
Wicquinghem ist eine Gemeinde im französischen Département Pas-de-Calais in der Region Hauts-de-France (vor 2016 Nord-Pas-de-Calais). Sie gehört zum Kanton Lumbres (bis 2015 Hucqueliers) im Arrondissement Montreuil. Nachbargemeinden sind Bourthes im Norden, Ergny im Osten, Avesnes und Maninghem im Süden und Hucqueliers im Westen.

## Bevölkerungsentwicklung
| Jahr      | 1962 | 1968 | 1975 | 1982 | 1990 | 1999 | 2008 | 2014 |
| --------- | ---- | ---- | ---- | ---- | ---- | ---- | ---- | ---- |
| Einwohner | 258  | 257  | 227  | 232  | 192  | 179  | 190  | 242  |